# Macrocossus sidamo
Macrocossus sidamo is een vlinder uit de familie van de Houtboorders (Cossidae). De wetenschappelijke naam van deze soort is voor het eerst gepubliceerd in 1977 door Pierre-Claude Rougeot.
De soort komt voor in Ethiopië.